# Joseph Colombo
Joseph Anthony Colombo Sr. (pronunciación en italiano: /koˈlombo/; 16 de junio de 1923 - 22 de mayo de 1978) fue un criminal estadounidense, jefe de la Familia Colombo, una de las Cinco Familias de la ciudad de Nueva York.
Colombo nació en la ciudad de Nueva York, donde su padre fue uno de los primeros miembros de la familia criminal Profaci. En 1961, participó en la primera guerra Colombo, instigada por el secuestro de cuatro miembros de alto perfil de la familia Profaci, realizado por Joe Gallo. Más tarde ese año, Gallo fue encarcelado y, en 1962, el líder de la familia Profaci murió de cáncer. En 1963, el entonces jefe de la familia Bonanno, Joseph Bonanno, planeó, junto con Joseph Magliocco, el asesinato de varios de sus rivales dentro de la llamada Comisión de la Mafia. Cuando Magliocco le dio el contrato a uno de sus mejores asesinos, Colombo, éste le reveló el plan a sus objetivos. La Comisión perdonó la vida de Magliocco, pero le enviaron al retiro, mientras de Bonanno se retiró a Canadá. Como recompensa por delatar a su jefe, la Comisión le nombró Jefe de la Familia Profaci. Su única condena fue en 1966, cuando Colombo fue sentenciado a 30 días de cárcel por rehusarse a contestar las preguntas del Gran Jurado sobre sus asuntos financieros.

## Primeros años
Joseph Colombo Sr. nació en el seno de una familia de origen italiano el 16 de junio de 1923 en Brooklyn. Su padre Anthony Colombo fue uno de los primeros miembros de la familia criminal Profaci, que después sería renombrada con el apellido de su hijo. En 1938 fue encontrado estrangulado dentro de un auto junto con su amante. Joe Colombo asistió a la New Utrecht High School en Brooklyn por dos años, entonces se enlistó en la Guardia Costera. En 1945 se le diagnosticó con neurosis y fue dado de baja del servicio. Sus trabajos "legales" incluyen diez años como estibador y seis años como vendedor de una compañía de carnes. El último trabajo legal que desempeñó fue de vendedor de bienes raíces.
Colombo era dueño de una casa modesta en Dyker Heights, Brooklyn y una propiedad de cinco acres en Blooming Grove (Nueva York). Se casó con Lucille Faiello en 1944 y juntos procrearon cinco hijos, incluyendo a Christopher Colombo, Joseph Colombo Jr. (1946–2014) y Anthony Colombo (1945–2017).

## Primera Guerra Colombo
Colombo siguió a su padre al interior de la familia Profaci. Se convirtió en uno de sus principales sicarios y pronto fue nombrado Capo.
El 27 de febrero de 1961, miembros de la familia Gallo secuestraron a cuatro de los principales miembros de la familia Profaci: el subjefe Magliocco, Frank Profaci (hermano de Joe Profaci), al capo Salvatore Musacchia y al soldado John Scimone. El mismo Profaci eludió su captura y voló a su santuario en Florida. Mientras tenían a sus rehenes, Larry y Alberto Gallo enviaron a Joe Gallo a California. Los Gallo demandaban un ajuste más favorable financieramente para poder liberar a sus rehenes. Gallo amenazó con matar a uno de los rehenes y demandó $100,000 dólares antes de negociar, pero su hermano Larry anuló la demanda. Después de semanas de negociaciones, Profaci hizo un trato con los Gallo. El Consigliere de Profaci, Charles "el borde" LoCiero negoció con los Gallo y todos los rehenes fueron liberados sanos y salvos.. Sin embargo, Profaci no tenía intención alguna de honrar el acuerdo de paz. El 20 de agosto de 1961, joseph Profaci ordenó el asesinato de los miembros de la familia Gallo Joseph "Joe Jelly" Gioielli y Larry Gallo. Unos pistoleros asesinaron a Gioielli después de invitarlo a pescar. Larry Gallo sobrevivió a un intento de estrangularlo en el Club Sahara de East Flatbush por parte de Carmine Persico y de Salvatore "Sally" D'Ambrosio, después de que interviniera un agente de la policía. Los hermanos Gallo se habían unido previamente con Persico contra Profaci y sus leales.; Los Gallo entonces comenzaron a llamar a Persico "La Serpiente" después de que los traicionara. La guerra continuó con el resultado de nueve muertos y tres desaparecidos. Con el inicio de la guerra, los Gallo se retiraron a "El Dormitorio".
A finales de noviembre de 1961, Joe Gallo fue sentenciado entre 7 y 14 años de prisión por asesinato. El 6 de junio de 1962, Profaci murió y fue secedido por su subjefe de tanto tiempo Joseph Magliocco. En 1963, Joseph Bonanno, la cabeza de la familia criminal Bonanno, hizo planes para asesinar a varios de los jefes rivales dentro de la Comisión, Tommy Lucchese, Carlo Gambino y Stephano Magaddino, así como a Frank DeSimone. Para ello Bonanno buscó el apoyo de Magliocco y éste aceptó rápidamente. No solamente se trataba del hecho de haberle negado un asiento en la Comisión, sino que Bonanno y Profacci habían sido aliados por casi 30 años antes de la muerte de Profaci. El ambicioso plan de Bonanno buscaba tomar el control de la Comisión y hacer a Magliocco su mano derecha. A Magliocco se le asignó la tarea de asesinar a Lucchese y a Gambino, y éste le dio el contrato de uno de sus mejores hombres, Colombo. Sin embargo, el oportunista Colombo reveló el plan a sus blancos. Los otros jefes rápidamente se dieron cuenta de que Magliocco no hubiera podido planear todo por sí mismo. Recordando lo cercanos que eran Bonanno y Magliocco (y antes de ellos, Profaci), además de los lazos que habían forjado con algunos matrimonios, los otros jefes concluyeron que Bonanno era la verdadera mente maestra detrás del complot. La Comisión convocó a Bonanno y a Magliocco para que se explicaran. Temiendo por su vida, Bonanno huyó a la clandestinidad, escondiéndose en Montreal, dejando a Magliocco para que se enfrentara con la Comisión. Muy conmosionado y con problemas de salud, Magliocco confesó su parte en el complot. La Comisión perdonó la cida de Magliocco, pero lo forzaron a retirarse como Jefe de la Familia Profaci y a pagar $50,000 dólares de multa. Como recompensa por haber delatado a su jefe, Colombo fue premiado con la Familia Profaci.
A la edad de 41 años, Colombo era uno de los más jóvenes jefes criminales en el país. Fue también el primer jefe criminal nacido en los Estados Unidos. Cuando el Detective del departamento de policía de Nueva York Albert Seedman (posteriormente jefe de detectives) lo citó para responder por la muerte de uno de sus soldados, Colombo se presentó sin ningún abogado. Le dijo a Seedman: "Soy un ciudadano americano, de primera clase. No tengo una placa que me convierta en un buen oficial como usted, pero trabajo honestamente para vivir."
El 9 de mayo de 1966, Colombo fue sentenciado a 30 días de prisión por desacato, al rehusarse a contestar a las preguntas del Gran Jurado acerca de su situación financiera.

## Liga Italo-Americana por los derechos civiles
En abril de 1970, Colombo creó la Liga Italo-Americana por los derechos civiles, el mismo mes en que su hijo Joseph Colombo Jr fue condenado por fundir monedas para revenderlas como lingotes de plata. En respuesta, Joseph Colombo Sr reclamó que el FBI atentaba contra los derechos de los Italo-Americanos y, el 30 de abril de 1970, envió a varios agitadores a protestar a las afueras de la sede del FBI ubicado entre la Tercera Avenida y la Calle 69, para protestar por la persecución federal contra todos los italianos; éstas protestas duraron semanas. El 29 de junio de 1970, 50,000 personas asistieron al primer mitin por el Día de la Unidad Italiana en Columbus Circle en la Ciudad de Nueva York. En febrero de 1971, Colombo Jr. fue absuelto del cargo luego de que el testigo principal en el juicio fuera arrestado por cargos de perjurio.
Bajo la guía de Colombo, la Liga creció rápidamente y consiguió atención nacional. A diferencia de los demás líderes mafiosos que preferían no aparecer en público o en las noticias, Colombo aparecía en televisión constantemente dando entrevistas, buscando donativos y dando discursos a favor de la Liga. En 1971, Colombo se unió con el activista político y rabí Meir Kahane, de la Liga de la Defensa Judía, alegando que ambos grupos habían sido acosados por el gobierno federal. En este punto, Colombo pagó la fianza de 11 miembros de la LDJ.

## La películaEl padrino
En la primavera de 1971, Paramount Pictures inició la producción de la película El padrino. La liga y Colombo se opusieron a la película por el tratamiento que esta daba a los italianos y pusieron trabas al rodaje en la ciudad de Nueva York. El productor del film, Albert S. Ruddy, se reunió con Colombo y éste accedió a la filmación con la condición de que se eliminaran del guion términos como "Mafia" y "Cosa Nostra". Después de estas modificaciones la Liga decidió cooperar plenamente con la película.

## Tiroteo
A principios de 1971, Joe Gallo fue liberado de prisión. Como un supuesto gesto de reconciliación, Colombo invitó a Gallo a una paz duradera, ofreciéndole $1,000 como compensación. Gallo rehusó la invitación, pidiendo $100,000 para olvidar el conflicto, a lo que Colombo se rehusó a pagar. En este punto, el jefe activo Vicenzo Aloi lanzó una nueva orden para matar a Gallo.
El 11 de marzo de 1971, después de ser condenado por perjurio por mentir en su aplicación para convertirse en agente de bienes raíces, Colombo fue sentenciado a dos años y medio en la prisión del estado. Sin embargo, la sentencia fue retrasada por una apelación..
El 28 de junio de 1971, Colombo fue herido por tres disparos de Jerome A. Johnson, uno de ellos en la cabeza, en el segundo mitin del Día de la Unidad Italiana en Columbus Circle, patrocinado por la Liga Italo-Americana de los derechos civiles. Johnson fue inmediatamente asesinado por los guardaespaldas de Colombo.

## Muerte y legado
Colombo quedó paralizado desde el tiroteo. El 28 de agosto de 1971, después de dos meses en el Hospital Roosevelt Monte Sinaí en Manhattan, Colombo fue trasladado a su propiedad en Blooming Grove. En 1975, un examinador ordenado por la Corte, probó que Colombo podía mover su pulgar y dedo anular de su mano derecha. En 1976, hubo reportes de que podía reconocer a algunas personas y murmurar algunas palabras. El 22 de mayo de 1978, Colombo murió por un paro cardíaco en el Hospital St Luke (posteriormente llamado St Luke's Cornwall Hospital) en Newburgh, (Nueva York).
El funeral de Colombo se llevó a cabo en la Iglesia Católica de Santa Bernardette en Bensonhurts y fue enterrado en el Cementerio St Johns, en Queens, (Nueva York), en la sección media de Queens. 
A pesar de que muchos de los miembros de la familia Colombo culparon a Joe Gallo por el tiroteo, la policía concluyó que Johnson fue un tirador solitario después de que interrogaron a Gallo. A pesar de que Johnson había pasado algún tiempo en uno de los clubes de Gambino, una teoría era que Carlo Gambino organizó el intento de asesinato. Colombo se rehusó a escuchar las quejas de Gambino acerca de la Liga, y aparentemente había abofeteado en la cara a Gambino durante uno de sus disgustos. Sin embargo, el liderazgo de la familia Colombo estaba convencido de que Joe Gallo había ordenado el asesinato después de que había sido abandonado por la familia. Gallo fue asesinado el 7 de abril del 1972.
Después del atentado a Colombo, Joseph Yacovelli se convirtió en el jefe activo de la familia por un año, hasta que Carmine Persico tomó el control.

## En la cultura popular
- Colombo estelariza el primer episodio de la serie británica Mafia's Greatest Hits del canal History Channel en su versión británica.
- En Los Sopranos, en uno de los episodios Silvio Dante dice que Colombo fue el fundador de la primera Liga Anti-Difamación Italo-Americana. Sin embargo, la Liga Anti-Difamación fue fundada antes de que Colombo fundara la Liga Italo-Americana por los derechos civiles.
- En 2015, el hijo mayor de Joe Colombo, Anthony Colombo presentó el libro Colombo: El homicidio sin resolver,[34] una biografía y recuerdos, con su coautor Don Capria
- El intento de asesinato a Colombo fue presentado en 2019 en la película de Martin Scorsese El irlandés
- El intento de asesinato a Colombo fue presentado en 2022 en la serie "The Offer", biopic sobre la realización de la connotada película El padrino (1972)